# Крутогорбівська сільська рада
| Крутогорбівська сільська рада — колишній орган місцевого самоврядування у Таращанському районі Київської області з адміністративним центром у с. Круті Горби. Водоймища на території, підпорядкованій даній раді: річка Свись. Сільській раді були підпорядковані населені пункти: - с. Круті Горби |

## Склад ради
Рада складалася з 15 депутатів та голови.

### Керівний склад ради
| ПІБ                      | Основні відомості                                            | Дата обрання | Дата звільнення |
| ------------------------ | ------------------------------------------------------------ | ------------ | --------------- |
| Троян Сергій Миколайович | Сільський голова, 1968 року народження, освіта, безпартійний | 26.03.2006   | 31.10.2010      |
| Троян Сергій Миколайович | Сільський голова, 1968 року народження, освіта вища          | 31.10.2010   |                 |

Примітка: таблиця складена за даними джерела